# David O'Reilly (artiste)
David O'Reilly (né le 21 juin 1985 à Kilkenny) est un artiste irlandais travaillant dans l'animation et les jeux vidéo. Il vit à Los Angeles.

## Animation
En 2005, David O'Reilly collabore aux séquences animée du film H2G2 : Le Guide du voyageur galactique avec le collectif Shynola. Il réalise aussi le clip de Szamár Madár tiré de l'album Rossz Csillag Alatt Született de Venetian Snares.
En 2007, il crée les séquences animées du film Le Fils de Rambow.
En 2009, il réalise le clip de I'll Go Crazy If I Don't Go Crazy Tonight pour U2.
En 2013, il réalise A Glitch Is a Glitch, le treizième épisode de la saison 5 de la série Adventure Time. Il crée également les effets visuels des séquences de jeu vidéo du film Her de Spike Jonze.
David O'Reilly est le réalisateur de plusieurs courts-métrages :
- ????? (2009, 1 minute)
- The External World (2010, 17 minutes) - récompensé au festival du film de Sundance 2011 et aux Hallucinations collectives 2011
- Please Say Something (2009, 10 minutes)
- Octocat Adventure (2008, 6 minutes)[4],[5]
- Serial Entoptics (2008, 10 minutes)
- RGB XYZ (2007, 12 minutes)[6]
- Wofl2106 (2006, 4 minutes)

## Jeux vidéo
- 2014 : Mountain
- 2017 : Everything